# Mathieu Ganio
Mathieu Ganio (Marsiglia, 16 marzo 1984) è un ballerino francese, Danseur Étoile del Balletto dell'Opéra di Parigi dal 2004 al 2025.

## Biografia
Figlio degli étoiles Dominique Khalfouni e di Denys Ganio (Ballet national de Marseille), Mathieu Ganio ha iniziato a ballare all'età di sette anni presso lo Studio Danza diretto da Armand Colette, madre del ballerino Patrick Armand. Dal 1992 al 1999, ha continuato la sua formazione presso l'Ecole Nationale Supérieure de Danse de Marseille. Qui Roland Petit lo sceglie per interpretare una variazione in occasione dello spettacolo annuale della Scuola, che venne poi inserita nella versione dello Schiaccianoci presentata dal coreografo all'Opéra di Marsiglia.
Nel 1999 entra nella Scuola di danza dell'Opéra di Parigi, dove danza i primi ruoli da solista in occasione degli spettacoli annuali; tra questi Yondering di John Neumeier nel 2000 e il ruolo di Franz nel balletto Coppélia, la cui coreografia fu rimontata da Pierre Lacotte nel 2001. Il coreografo Jurij Grigorovic lo sceglie per interpretare il ruolo di Kourbski in Ivan il Terribile sulla scena dell'Opéra-Bastille di Parigi.
Sempre nel 2001 viene assunto presso il Corpo di Ballo dell'Opéra, scalando nel giro di pochi anni tutta la gerarchia interna della compagnia: coryphée nel 2002, sujet nel 2003 e, appena diciannovenne, fu nominato étoile il 20 maggio 2004, a seguito di una rappresentazione del Don Chisciotte, bypassando il rango di primo ballerino.
Molto popolare per le sue caratteristiche da danseur noble, è stato regolarmente invitato a ballare all'estero, tra cui La bella addormentata con il Balletto di Tokyo.
Nel 2005 ha ricevuto il Prix Benois de la Danse per la sua interpretazione di James in La Sylphide a fianco Aurelie Dupont.
Nel 2006 e nel 2007, ha partecipato alla festa annuale del Teatro Mariinkij danzando con Olesja Novikova alcuni fra i più famosi pas de deux del repertorio classico, tratti dal Don Chisciotte e da Giselle; nella stagione 2006/2007 debutta anche al Teatro alla Scala, danzando un pas de deux di Giselle con Polina Semionova. Nel 2009, fu costretto ad annullare tutti gli spettacoli in cartellone a causa di un infortunio; ma fu invitato nuovamente a San Pietroburgo l'anno successivo a ballare a fianco Ulyana Lopatkina. Ha anche ballato al fianco di Svetlana Lunkina quando le venne proposto di danzare il ruolo di Lise nel balletto La fille mal gardée all'Opera di Parigi.
Ha dato il suo addio al Balletto dell'Opéra di Parigi il 1º marzo 2025 danzando come protagonista nell'Onegin.

## Repertorio
- Ivan il Terribile : Kourbski
- Don Chisciotte : Basilio
- La Petite danseuse de Degas : le Maître à danser
- Giselle : Albrecht, pas de deux des vendangeurs
- La Sylphide : James
- Les Enfants du paradis : Baptiste
- La bella addormentata: Prince Désiré
- Caligula : Caligula
- Joyaux : Emeraude
- Il lago dei cigni: Siegfried
- La Dame aux camélias : Armand
- Suite en Blanc : Mazurka, Thème varié
- La fille mal gardée : Colas (ruolo danzato al fianco della ballerina russa Svetlana Lunkina)
- Cenerentola : l'Acteur-vedette
- Proust ou les intermittences du coeur : Saint-Loup
- Les Quatre tempéraments : Flegmatique

## Filmografia
- Comme un rêve, documentario di Marlène Ionesco su Mathieu Ganio e sua madre, Dominique Khalfouni, rispettivamente étoile dell'Opéra di Parigi e del Balletto Nazionale di Marsiglia.
- Joyaux, con Clairemarie Osta, Laëtitia Pujol, Kader Belarbi ed i ballerini dell'Opéra di Parigi.
- La Sylphide, con Aurélie Dupont, Isabelle Ciaravola ed i ballerini dell'Opéra di Parigi.
- Proust ou les Intermittences du coeur, con Manuel Legris, Hervé Moreau, Eleonora Abbagnato ed i ballerini dell'Opéra di Parigi.
- Coppélia, con Charline Giezendanner, Pierre Lacotte, Marie-José Redent, Cyril Mitilianed e gli allievi della scuola di ballo dell'Opéra di Parigi.